# Margiana

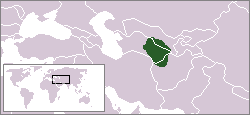
Margiana, ca. 300 a.C.

La Margiana (in greco Μαργιανή? Margianḗ, Lingua persiana antica: Marguš, Lingua pahlavi: Marv) è una regione storica dell'Asia centrale, corrispondente all'odierno Turkmenistan orientale, e più precisamente al grande delta endoreico del fiume Murghab. Fu una satrapia dell'impero achemenide e successivamente dell'Impero sasanide. In un'oasi della Margiana sorgeva la grande e popolosa città di Merv (oggi Mary), destinata a svolgere un ruolo primario nella cosiddetta "Rivoluzione abbaside" della metà dell'VIII secolo.

## Storia
Secondo Plinio, nel 52 a.C., un anno dopo la sconfitta romana alla battaglia di Carre (l'odierna Harran, in Turchia), 10.000 prigionieri romani furono deportati dai Parti nella Margiana affinché aiutassero la guarnigione di guardia al confine orientale dell'Impero. L'esercito della dinastia cinese degli Han, in seguito, conquistò questa regione e prese prigionieri alcuni romani che, presumibilmente, furono i primi occidentali a incontrare i Cinesi.

## Economia
In questa regione, famosa per il clima mite, era coltivata la vite, chiusa com'è da ogni parte da montagne per 1.500 stadi.